# الموت من أجل الجنس
الموت من أجل الجنس Dying for Sex هي سلسلة درامية كوميدية أمريكية قصيرة. تستند بشكل غير دقيق إلى تجارب حقيقية لمولي كوشان، وكتبها ليز ميروذر وكيم روزنستوك. تسرد القصة تشخيص مولي بمرض السرطان في مرحلته النهائية، مما يدفعها إلى ترك زوجها والبحث عن النشوة الجنسية.
تؤدي البطولة ميشيل ويليامز وجيني سليت، مع ظهور متكرر لكل من روب ديلاني، ديفيد راشي، إيسكو جوليه،، كيلفن يو، سيزي سبايسك، وزاك روبيداس.

## أحداث المسلسل
تدور أحداث المسلسل حول مولي، امرأة في زواج غير سعيد منذ عشر سنوات، تتلقى تشخيصًا بوجود سرطان ثدي نقيلي في المرحلة الرابعة. هذا الخبر الصادم يدفعها إلى ترك زوجها ستيف والانطلاق في رحلة لاكتشاف حياتها الجنسية، بعدما أدركت أنها لم تصل للنشوة الجنسية مع أي شريك من قبل.
خلال هذه الرحلة، تنضم إلى تطبيقات مواعدة، وتجرب أنواعًا مختلفة من العلاقات الجنسية والخيالات، بما في ذلك علاقات خضوع وتسلط، وألعاب جنسية غريبة. تتورط في مواقف عبثية، تتعرض للابتزاز، وتنتقل للعيش مع صديقتها المقربة نيكي.
في خضم تجاربها الجنسية، تطور علاقة عاطفية وجنسية مع جارها، وتبدأ في المصالحة مع ذاتها وجسدها، رغم الألم الجسدي والمعنوي الذي يسببه السرطان. لاحقًا، يسوء وضعها الصحي وتدخل في مرحلة رعاية المحتضرين، حيث تحيط بها نيكي، والدتها، وممرضة.
في النهاية، تحقق مولي هدفها في اختبار النشوة مع شريك قبل وفاتها، وتقضي أيامها الأخيرة محاطة بالحب والدعم. بعد وفاتها، تستأنف نيكي علاقتها القديمة بحبيبها نوح.

## الانتاج
السلسلة مستوحاة بشكل فضفاض من تجارب مولي كوشان الحقيقية. بعد تشخيص إصابتها بسرطان الثدي، خضعت كوشان للعلاج الكيميائي، واستئصال الثديين، والعلاج الإشعاعي، وإعادة بناء الثدي. بدأت أيضًا في علاج هرموني زاد من رغبتها الجنسية. في عام 2015، تم تشخيصها مجددًا بسرطان الثدي في المرحلة الرابعة، مما يعني أن مرضها بات نهائيًا. شاركت لاحقًا مع صديقتها الحقيقية نيكي بوير في إنشاء بودكاست بعنوان "Dying for Sex"، حيث روت كوشان كيف تركت زواجها بعد التشخيص وبدأت رحلة استكشاف جنسي. توفيت كوشان في 8 مارس 2019 عن عمر 45 عامًا؛ وتم إصدار البودكاست ومذكرات كوشان "Screw Cancer: Becoming Whole" في العام التالي.

## الاستقبال
أفاد موثع JustWatch، وهو دليل لمحتوى البث مع إمكانية الوصول إلى بيانات من أكثر من 45 مليون مستخدم حول العالم، أن "Dying for Sex" كانت ضمن أفضل عشر سلاسل في الولايات المتحدة من 31 مارس إلى 6 أبريل. قدرت TVision، باستخدام درجة القوة الخاصة بها لتقييم برامج CTV من خلال المشاهدة والتفاعل عبر أكثر من 1000 تطبيق، أن السلسلة كانت واحدة من أكثر خمس عشرة عرضًا مشاهدة بين 7-13 أبريل. حسبت Reelgood، التي تتبع البيانات في الوقت الفعلي من 20 مليون مستخدم أمريكي للمحتوى الأصلي والمكتسب عبر خدمات SVOD وAVOD، أن "Dying for Sex" كانت ضمن أفضل عشر سلاسل بين 9-16 أبريل.
وحصل المسلسل على موقع Rotten Tomatoes،لى نسبة موافقة 96% استنادًا إلى مراجعات 25 ناقدًا، بمتوسط تقييم 8.4/10.  ميتاكريتيك, which uses a weighted average, assigned a score of 82 out of 100, based on 15 critics, indicating "universal acclaim". Ben Travers of إندي واير wrote the film "act[ed] as exuberant encouragement for the rest of us to follow",